# Matrius gamma
En física matemàtica, les matrius gamma, {\displaystyle \ \left\{\gamma ^{0},\gamma ^{1},\gamma ^{2},\gamma ^{3}\right\}\ ,} també anomenades matrius de Dirac, són un conjunt de matrius convencionals amb relacions d'anticomutació específiques que asseguren que generin una representació matricial de l'àlgebra de Clifford {\displaystyle \ \mathrm {Cl} _{1,3}(\mathbb {R} )~.} També és possible definir matrius gamma de dimensions superiors. Quan s'interpreten com les matrius de l'acció d'un conjunt de vectors de base ortogonal per a vectors contravariants a l'espai de Minkowski, els vectors columna sobre els quals actuen les matrius es converteixen en un espai d'espinors, sobre el qual actua l'àlgebra de Clifford de l'espai-temps. Això al seu torn fa possible representar rotacions espacials infinitesimals i impulsos de Lorentz. Els spinors faciliten els càlculs espacials en general i, en particular, són fonamentals per a l'equació de Dirac per a partícules amb l'espin {\displaystyle {\tfrac {\ 1\ }{2}}} relativista. Les matrius gamma van ser introduïdes per Paul Dirac el 1928. 
En la representació de Dirac, les quatre matrius gamma contravariants són
{\displaystyle {\begin{aligned}\gamma ^{0}&={\begin{pmatrix}1&0&0&0\\0&1&0&0\\0&0&-1&0\\0&0&0&-1\end{pmatrix}},&\gamma ^{1}&={\begin{pmatrix}0&0&0&1\\0&0&1&0\\0&-1&0&0\\-1&0&0&0\end{pmatrix}},\\\\\gamma ^{2}&={\begin{pmatrix}0&0&0&-i\\0&0&i&0\\0&i&0&0\\-i&0&0&0\end{pmatrix}},&\gamma ^{3}&={\begin{pmatrix}0&0&1&0\\0&0&0&-1\\-1&0&0&0\\0&1&0&0\end{pmatrix}}~.\end{aligned}}}
{\displaystyle \gamma ^{0}} és la matriu hermitiana, semblant al temps. Les altres tres són matrius espacials, anti-hermitianes. De manera més compacta, {\displaystyle \ \gamma ^{0}=\sigma ^{3}\otimes I_{2}\ ,} i {\displaystyle \ \gamma ^{j}=i\sigma ^{2}\otimes \sigma ^{j}\ ,} on {\displaystyle \ \otimes \ } denota el producte Kronecker i el {\displaystyle \ \sigma ^{j}\ } (per a j = 1, 2, 3 ) denota les matrius de Pauli.
A més, per a discussions sobre la teoria de grups, la matriu d'identitat (I) s'inclou de vegades amb les quatre matrius gamma, i hi ha una "cinquena" matriu auxiliar sense rastre que s'utilitza juntament amb les matrius gamma regulars.

{\displaystyle {\begin{aligned}\ I_{4}={\begin{pmatrix}1&0&0&0\\0&1&0&0\\0&0&1&0\\0&0&0&1\end{pmatrix}}\ ,\qquad \gamma ^{5}\equiv i\gamma ^{0}\gamma ^{1}\gamma ^{2}\gamma ^{3}={\begin{pmatrix}0&0&1&0\\0&0&0&1\\1&0&0&0\\0&1&0&0\end{pmatrix}}~.\end{aligned}}}
La "cinquena matriu" {\displaystyle \ \gamma ^{5}\ } no és un membre adequat del conjunt principal de quatre; s'utilitza per separar representacions quirals nominals esquerra i dreta.
Les matrius gamma tenen una estructura de grup, el grup gamma, que és compartida per totes les representacions matricials del grup, en qualsevol dimensió, per a qualsevol signatura de la mètrica. Per exemple, les matrius de Pauli 2×2 són un conjunt de matrius "gamma" en un espai tridimensional amb mètrica de signatura euclidiana (3, 0). En cinc dimensions espai-temps, les quatre gammas de dalt, juntament amb la cinquena matriu gamma que es presentarà a continuació, generen l'àlgebra de Clifford.

## Estructura matemàtica
La propietat que defineix les matrius gamma per generar una àlgebra de Clifford és la relació d'anticomutació
{\displaystyle \left\{\gamma ^{\mu },\gamma ^{\nu }\right\}=\gamma ^{\mu }\gamma ^{\nu }+\gamma ^{\nu }\gamma ^{\mu }=2\eta ^{\mu \nu }I_{4}\ ,}
on els claudàtors {\displaystyle \ \{,\}\ } representen l'anticomutador, {\displaystyle \ \eta _{\mu \nu }\ } és la mètrica de Minkowski amb signatura (+ − − −), i {\displaystyle I_{4}} és la matriu d'identitat 4 × 4.
Aquesta propietat definidora és més fonamental que els valors numèrics utilitzats en la representació específica de les matrius gamma. Les matrius gamma covariants es defineixen per
{\displaystyle \ \gamma _{\mu }=\eta _{\mu \nu }\gamma ^{\nu }=\left\{\gamma ^{0},-\gamma ^{1},-\gamma ^{2},-\gamma ^{3}\right\}\ ,}
i s'assumeix la notació d'Einstein.
Tingueu en compte que l'altra convenció de signes per a la mètrica, (− + + +) requereix un canvi en l'equació definidora:
{\displaystyle \ \left\{\gamma ^{\mu },\gamma ^{\nu }\right\}=-2\eta ^{\mu \nu }I_{4}\ }
o una multiplicació de totes les matrius gamma per {\displaystyle i}, que per descomptat canvia les seves propietats d'hermiticitat que es detallen a continuació. Sota la convenció de signes alternatius per a la mètrica, les matrius gamma covariants es defineixen llavors per
{\displaystyle \ \gamma _{\mu }=\eta _{\mu \nu }\gamma ^{\nu }=\left\{-\gamma ^{0},+\gamma ^{1},+\gamma ^{2},+\gamma ^{3}\right\}~.}